# Ignaz Killiches
Ignaz Franz Killiches (* 15. April 1793 in Plaßdorf; † 16. Januar 1877 in Brüx) war ein böhmischer Arzt.
Killiches war Stadtphysikus und Chirurg in der Stadt Brüx. Am 19. September 1835 übernachtete Kaiser Ferdinand mit Gemahlin bei Killiches im Haus Nr. 40, bevor er nach Teplitz weiterreiste. Am 12. April 1851 wurde Killiches in den Ausschuss der Nationalgarde gewählt. Laut Chronik war er „ein geschickter Arzt, Chirurg und wahrer Menschenfreund, der sich um die Stadt [= Brüx] und deren Arme verdient gemacht hat. Er behandelte die bedürftigen Bürger kostenlos und gab ihnen obendrein noch Geld für eine bessere Krankenkost. Während der Choleraepidemie 1866 versah er – trotz seines hohen Alters – aufopferungsvoll seinen Dienst.“